# Елецкий 33-й пехотный полк
33-й пехотный Елецкий полк — пехотная воинская часть Русской императорской армии.
Старшинство: с 15 декабря 1763 года.

Полковой праздник: день Святой Троицы.

Дислокация, на 1914 год: Полтава.

## Места дислокации
1820 — г. Ельня Смоленской губернии. Второй батальон полка на поселении в Могилёвской губернии .

## Наименования
- 15.12.1763 г. — Украинский корпус, состоявшая из 20-ти конных полков, переформирован в один конный полк (Борисоглебский) и 10 пеших, в том числе Елецкий в составе 2-х батальонов, каждый по одной гренадерской и 5-ти мушкетёрских рот, составив из них Украинскую дивизию.
- 16.01.1769 г. — Елецкий пехотный полк.
- 29.11.1796 г. — Елецкий мушкетёрский полк.
- 5.01.1798 г. — мушкетёрский генерал-майора Вадковского полк.
- 15.10.1799 г. — мушкетёрский генерал-майора де Жерве полк.
- 30.10.1799 г. — мушкетёрский генерал-майора Витовтова полк.
- 4.07.1800 г. — мушкетёрский генерал-майора Ефимовича полк.
- 31.03.1801 г. — Елецкий мушкетёрский полк, одним из первых пеших полков, в 1810—1812 годах, стал в России поселённым, был дислоцирован как военное поселение в Могилёвской губернии, при этом местные жители с полковой территории должны были быть выселены в южные губернии (на украйны) России. Эти намерения не были полностью осуществлены из-за начавшейся Отечественной войны.
- 28.01.1833 г. — присоединен 21-й егерский полк. Приведен в состав 6-ти батальонов.
- 10.03.1854 г. — при полку сформированы 7-й и 8-й батальоны.
- 23.08.1856 г. — 4-й батальон полка переименован в резервный, а 5-8-й батальоны расформированы.
- 6.04.1863 г. — 4-й батальон и бессрочноотпускные 5-го и 6-го батальонов отчислены на формирование Пензенского резервного пехотного полка.
- 25.03.1864 г. — 33-й пехотный Елецкий полк.

## Восстание Елецкого полка
В Елецком полку, расквартированном в Полтаве, действовала подпольная ячейка в количестве 30 человек, занимавшаяся революционной пропагандой среди солдат. Стремясь пресечь агитацию, командир полка распорядился заколотить досками окна первого этажа и запретил подчиненным отлучаться из казарм. 28 мая 1906 года личный состав вышел на вечернюю поверку с оружием и боеприпасами и предъявил командованию ряд условий (выдача одеял и шаровар, увольнение в запас призванных в 1903 году, разрешение увольнений и снятие досок с окон казарм), после чего с выстрелами и в сопровождении толпы зевак двинулся в сторону казарм 34-го Севского полка с намерением привлечь его к участию в бунте.
В это время командир 1-й бригады 9-й пехотной дивизии генерал-майор Ждановский вывел на площадь вооружённый личный состав 34-го полка и других частей гарнизона. Елецкий полк вернулся в казармы, где был обезоружен. Агитаторы были арестованы. 30 мая командующий генерал Сухомлинов произвёл смотр бригады, на котором полк принёс покаяние в содеянном.

## Шефы полка
Шефы или почётные командиры:
- 22.11.1796 — 01.02.1798 — генерал от инфантерии маркиз Ламберт, Генрих-Иосиф
- 02.02.1798 — 15.10.1799 — генерал-майор Вадковский, Иван Егорович
- 15.10.1799 — 30.10.1799 — генерал-майор де Жерве, Карл Еремеевич
- 30.10.1799 — 04.07.1800 — генерал-майор Витовтов, Александр Иванович
- 04.07.1800 — 25.01.1804 — генерал-майор Ефимович, Матвей Николаевич
- 30.01.1804 — 01.09.1814 — генерал-майор (с 12.12.1807 генерал-лейтенант) Сукин, Александр Яковлевич

## Командиры полка
- 01.01.1795 — 02.11.1797 — полковник Дохтуров, Дмитрий Сергеевич
- 02.11.1797 — 29.11.1797 — полковник Бороздин, Михаил Михайлович
- 10.07.1798 — 30.10.1799 — подполковник (с 07.09.1798 полковник, с 28.10.1799 генерал-майор) Витовтов, Александр Иванович
- 04.06.1800 — 28.09.1803 — полковник Варник, Лаврентий Лаврентьевич
- 23.10.1803 — 23.06.1806 — полковник Эриксон, Иван Матвеевич
- 15.03.1809 — 18.02.1818 — подполковник (с 01.06.1815 полковник) Тургенев, Лев Антипович
- 18.02.1818 — 29.04.1823 — полковник Насекин, Фёдор Львович[2]
- 29.04.1823 — 01.04.1827 — подполковник Эйлер, Павел Христофорович
- 07.09.1828 — 28.01.1831 — подполковник (затем полковник) Мичурин, Трофим Иванович
- 28.01.1831 — 02.05.1831[3] — командующий подполковник Панов 2-й
- 20.05.1831 — 24.04.1839 — подполковник (с 18.06.1831 полковник, с 28.01.1833 флигель-адъютант, с 26.03.1839 генерал-майор) Липранди, Павел Петрович
- 25.05.1839 — 02.08.1839[4] — полковник Кононов, Василий Иванович
- 07.08.1839 — 11.04.1848 — полковник (с 06.12.1846 генерал-майор) Энгельгардт, Николай Фёдорович
- 11.04.1848 — 16.07.1855 — полковник (с 27.03.1855 генерал-майор) Бальц, Карл Готлибович
- 16.07.1855 — 09.08.1855[5] — полковник Хитрово, Александр Николаевич
- 08.09.1855 — 13.06.1864[6] — подполковник (с 18.03.1856 полковник) Богданович, Фёдор Евстафьевич[7]
- 25.06.1864 — хх.хх.1864 — полковник Феоктистов, Владимир Христофорович
- хх.хх.1864 — хх.хх.1867 — полковник Буковский, Гелиодор Людвигович
- хх.хх.1867 — 03.09.1876 — полковник барон Клодт фон Юргенсбург, Адольф Яковлевич
- 17.09.1876 — после 25.09.1878 — полковник Громан, Сильвестр Густавович
- 08.12.1878 — 19.06.1891 — полковник Лактаев, Пётр Дмитриевич
- 19.09.1891 — 05.11.1896 — полковник Лундеквист, Яльмар Фёдорович
- 11.11.1896 — 08.02.1898 — полковник Черницкий, Семён Григорьевич
- 04.03.1898 — 09.07.1901 — полковник Сухомлинов, Михаил Алексеевич
- 27.07.1901 — 25.05.1904 — полковник Свидзинский, Дионисий-Антон Фердинандович
- 25.05.1904 — 18.12.1904 — полковник Порай-Кошиц, Евгений Александрович
- 18.12.1904 — 04.07.1906 — полковник Волчановский, Иван Яковлевич
- 04.07.1906 — 28.02.1911 — полковник Толочко, Павел Устинович
- 03.03.1911 — 15.04.1915 — полковник (с 12.12.1914 генерал-майор) Щедрин, Константин Фёдорович
- 16.04.1915 — 29.11.1916 — полковник Купчинский, Николай Николаевич
- 15.12.1916 — 20.04.1917 — полковник Ржондковский, Иван Войцехович
- 07.05.1917 — хх.хх.хххх — полковник барон Гревениц, Александр Николаевич

## Знаки отличия
1. Полковое знамя Георгиевское, с надписями: «За Севастополь в 1854 и 1855 годах» и «1763—1863». С Александровской юбилейной лентой.
2. Гренадерский бой. Пожалован за маневры под Нарвой в 1797 г.
3. Знаки на головные уборы с надписью: «За Варшаву 25 и 26 Августа 1831 года». Пожалованы 6.12.1831 г.
4. Георгиевские трубы с надписью: «За взятие турецких редутов под Шипкою 27 и 28 Декабря 1877 года». Пожалованы 17.04.1878 г.
5. Поход за военное отличие. Пожалован 8.02.1907 г. за русско-японскую войну 1904—1905 гг.

## Знаки различия

### Офицеры
| Описание              | Знаки различия по состоянию 1874—1904 гг. | Знаки различия по состоянию 1874—1904 гг. | Знаки различия по состоянию 1874—1904 гг. | Знаки различия по состоянию 1874—1904 гг. | Знаки различия по состоянию 1874—1904 гг. | Знаки различия по состоянию 1874—1904 гг. | Знаки различия по состоянию 1874—1904 гг. | Знаки различия по состоянию 1874—1904 гг. |
| --------------------- | ----------------------------------------- | ----------------------------------------- | ----------------------------------------- | ----------------------------------------- | ----------------------------------------- | ----------------------------------------- | ----------------------------------------- | ----------------------------------------- |
| погоны                |                                           |                                           | [ 8 ]                                     |                                           |                                           |                                           |                                           |                                           |
| Классный чин / Звание | Полковник                                 | Подполковник                              | Майор                                     | Капитан                                   | Штабс-капитан                             | Поручик                                   | Подпоручик                                | Прапорщик                                 |
| Группа                | Штаб-офицеры                              | Штаб-офицеры                              | Штаб-офицеры                              | Обер-офицеры                              | Обер-офицеры                              | Обер-офицеры                              | Обер-офицеры                              | Обер-офицеры                              |

| Описание     | Знаки различия по состоянию на 1904—1909 гг. | Знаки различия по состоянию на 1904—1909 гг. | Знаки различия по состоянию на 1904—1909 гг. | Знаки различия по состоянию на 1904—1909 гг. | Знаки различия по состоянию на 1904—1909 гг. | Знаки различия по состоянию на 1904—1909 гг. | Знаки различия по состоянию на 1904—1909 гг. | Знаки различия по состоянию на 1904—1909 гг. |
| ------------ | -------------------------------------------- | -------------------------------------------- | -------------------------------------------- | -------------------------------------------- | -------------------------------------------- | -------------------------------------------- | -------------------------------------------- | -------------------------------------------- |
| Погоны       |                                              |                                              |                                              |                                              |                                              |                                              |                                              |                                              |
| Классный чин | Полковник                                    | Подполко́вник                                 | Капитан                                      | Штабс-капитан                                | Пору́чик                                      | Подпору́чик                                   | Подпоручик запаса                            | Пра́порщик                                    |
| Группа       | Штаб-офицеры                                 | Штаб-офицеры                                 | Обер-офицеры                                 | Обер-офицеры                                 | Обер-офицеры                                 | Обер-офицеры                                 | Обер-офицеры                                 | Обер-офицеры                                 |

### Нижние чины
| Описание              | Знаки различия по состоянию на 1874—1881 гг. | Знаки различия по состоянию на 1874—1881 гг. | Знаки различия по состоянию на 1874—1881 гг. | Знаки различия по состоянию на 1874—1881 гг. | Знаки различия по состоянию на 1874—1881 гг. |
| --------------------- | -------------------------------------------- | -------------------------------------------- | -------------------------------------------- | -------------------------------------------- | -------------------------------------------- |
| погоны                |                                              |                                              |                                              |                                              |                                              |
| Воинское звание / Чин | Фельдфебель                                  | Старший унтер-офицер                         | Младший унтер-офицер                         | Ефрейтор                                     | Рядовой                                      |
| Группа                | Унтер-офицеры                                | Унтер-офицеры                                | Унтер-офицеры                                | Рядовые                                      | Рядовые                                      |

## Известные люди, служившие в полку
- М. Я. Романов — российский военный и государственный деятель, генерал от инфантерии, военный губернатор Акмолинской и Сыр-Дарьинской областей.